# Męcina (dopływ Kopli)
Męcina – struga w gminach Kleszczewo i Kostrzyn. Swe źródła bierze na wschód od Czerlejnka. W Tulcach uchodzi do Kopla.
Jest ciekiem odwadniającym centralną część gminy Kleszczewo. Zasoby wody w strudze są niewielkie – największe przepływy występują w okresie jesienno-zimowym, a minimalne w okresach letnich. Czystość wody w klasie II. Wody nie odpowiadają normom stężenia potasu i fosforu ogólnego, a także wskaźnikowi skażenia bakteriologicznego. Wyższe od dopuszczalnych są stężenia azotanów i azotu ogólnego oraz fosforanów.